# 7.92×57毫米毛瑟彈

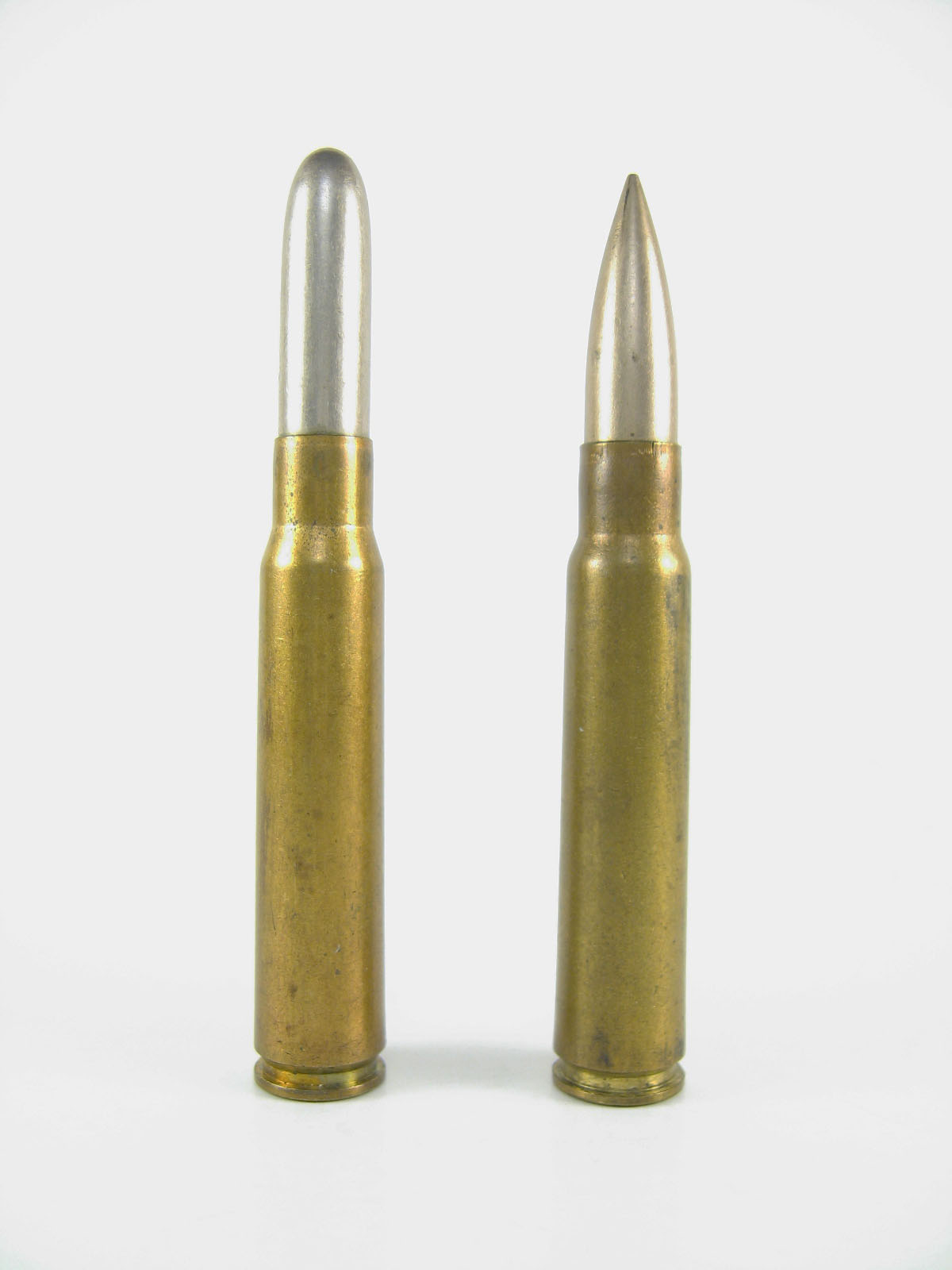
毛瑟圓頭彈和尖頭彈

7.92×57毫米毛瑟弹（7.92×57mm Mauser），也称8毫米毛瑟弹（8mm Mauser）、8×57mm或8×57 IS，为原产于德意志帝国的军用步枪子弹，在第一和第二次世界大戰期間主要用於德國和中國，當中主要可分成三大類：

## 7.92×57J

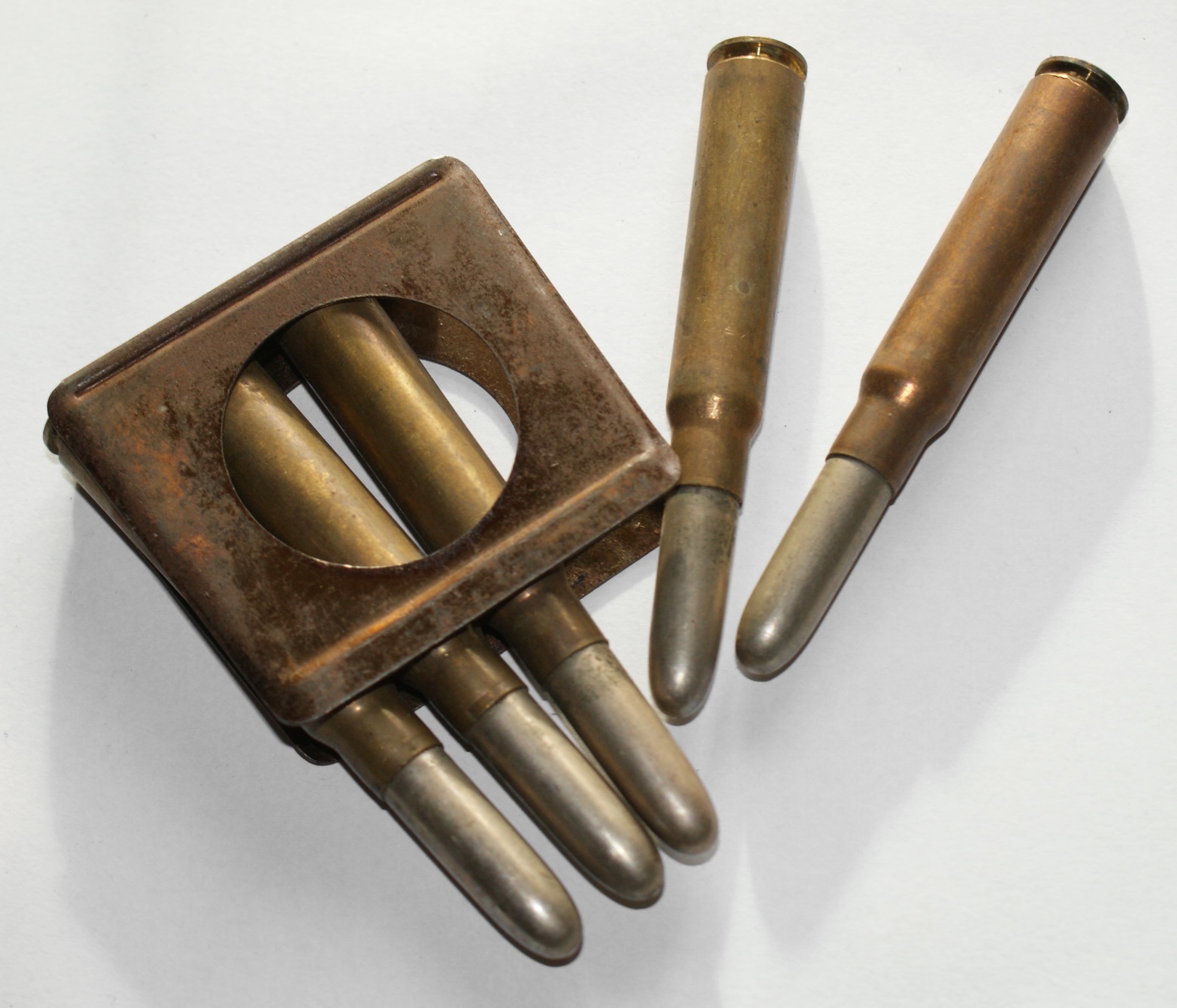
7.92×57J

1888年推出的最早期的毛瑟子彈並非由毛瑟公司設計，而是由德國专设的步枪军事委員會設計出來，它是全世界第二種由無煙火葯推動的子彈，彈頭是鈍圓的。所以，又被稱為圓頭彈（彈頭重14.8克），彈殼長57毫米的無底緣子彈，使用槍械是Gew 88（也包括了中國的特許生產型漢陽八八式步槍），相似毛瑟後繼槍型的Gew 98步槍或其中國授權生產的中正式步槍，倒可以兼容舊型彈藥。元年式步槍和四年式步槍仍为圆弹。
据1948年5月兵工署编撰的《第二十工厂厂史》所记，该厂作为弹药生产专业厂，一直到该书资料截至的1947年仍大批生产圆弹。初速：600公尺/秒。弹头重：14.7公克。全弹重：28.6公分。

## 7.92×57IS
此種子彈才是出自毛瑟公司，1905年研製出來的尖頭彈（彈頭重10克），由於是尖頭故而穿透力更強，也因此被稱為轻尖彈。
使用槍械主要是步槍和輕機槍，包括：
- Gewehr 88步槍，最晚數年生產的版本需要改裝膛部。
- Gewehr 98步槍，最早數年生產的版本需要改裝膛部。
- 八一式馬步槍
- 中正式步槍可发射尖弹或重尖弹
- 毛瑟Kar98k步槍
- 巩造98式步枪
- 沈阳兵工厂的辽十三式步枪
- Gew 41步槍
- Gew 43步槍
- FG42傘兵步槍
- ZB26式輕機槍
- M48毛瑟步槍
- 蒙德拉貢步槍
- Zastava M76狙擊步槍
- 漢陽八八式步槍基础上提出了改膛的二三式步枪。尚在研制、小批量试验中，因中正式步枪问世而放弃。

## 7.92×57sS
第一次世界大戰末期研製出來，先前的毛瑟子彈彈頭只是一粒鉛，而此種子彈卻在裡面加上鋼芯以進一步加強穿透力（彈頭重12.8克），此種子彈又被稱為重尖彈

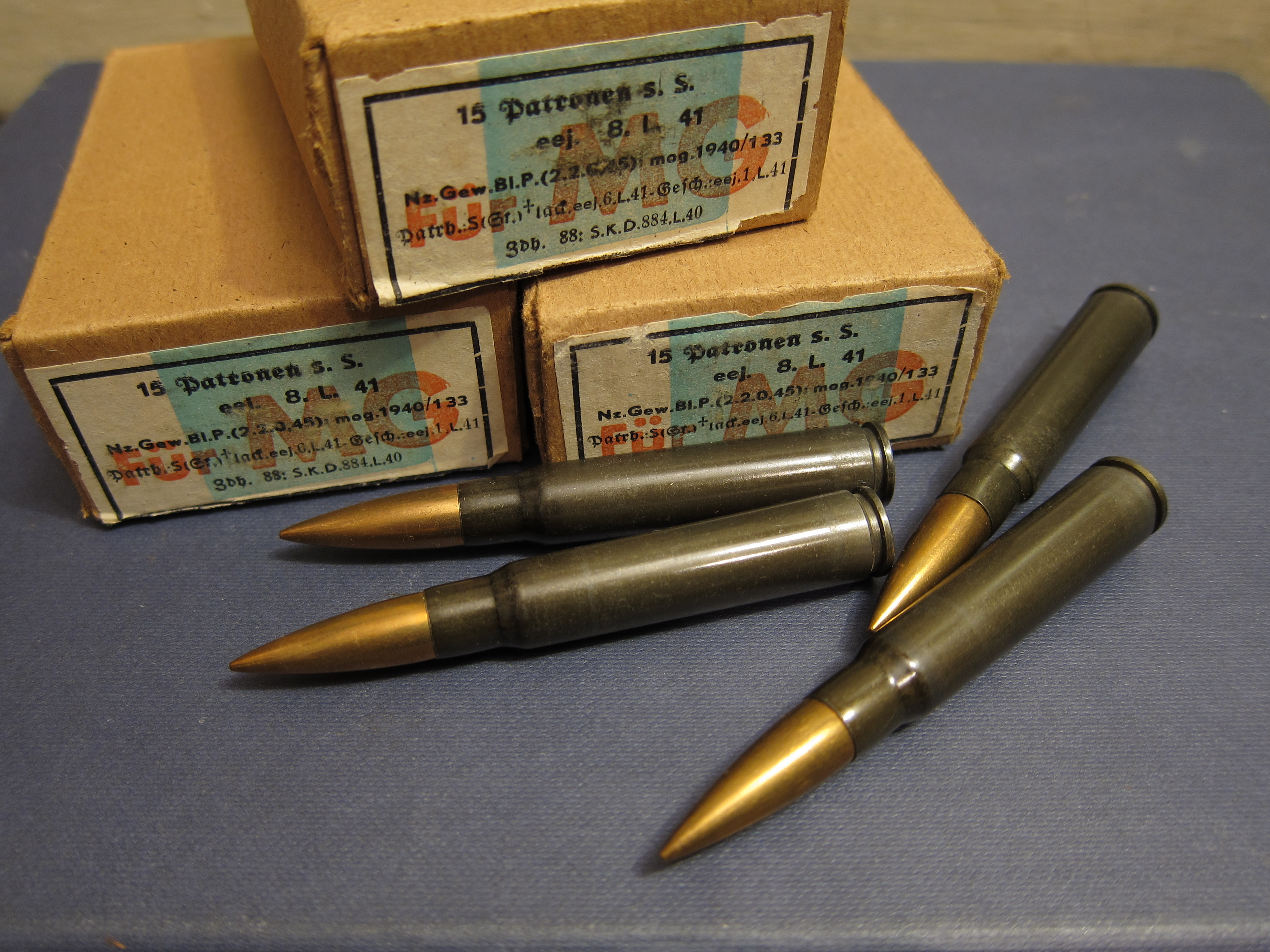
7.92×57sS

此種子彈主要用於機槍，包括:
- MG34通用機槍
- MG42通用機槍
- MG 15機槍
- MG 17機槍
- 三十節式重機槍
- 二四式重機槍
- 三六式重機槍
- 中正式步槍可发射尖弹或重尖弹

## 相關條目

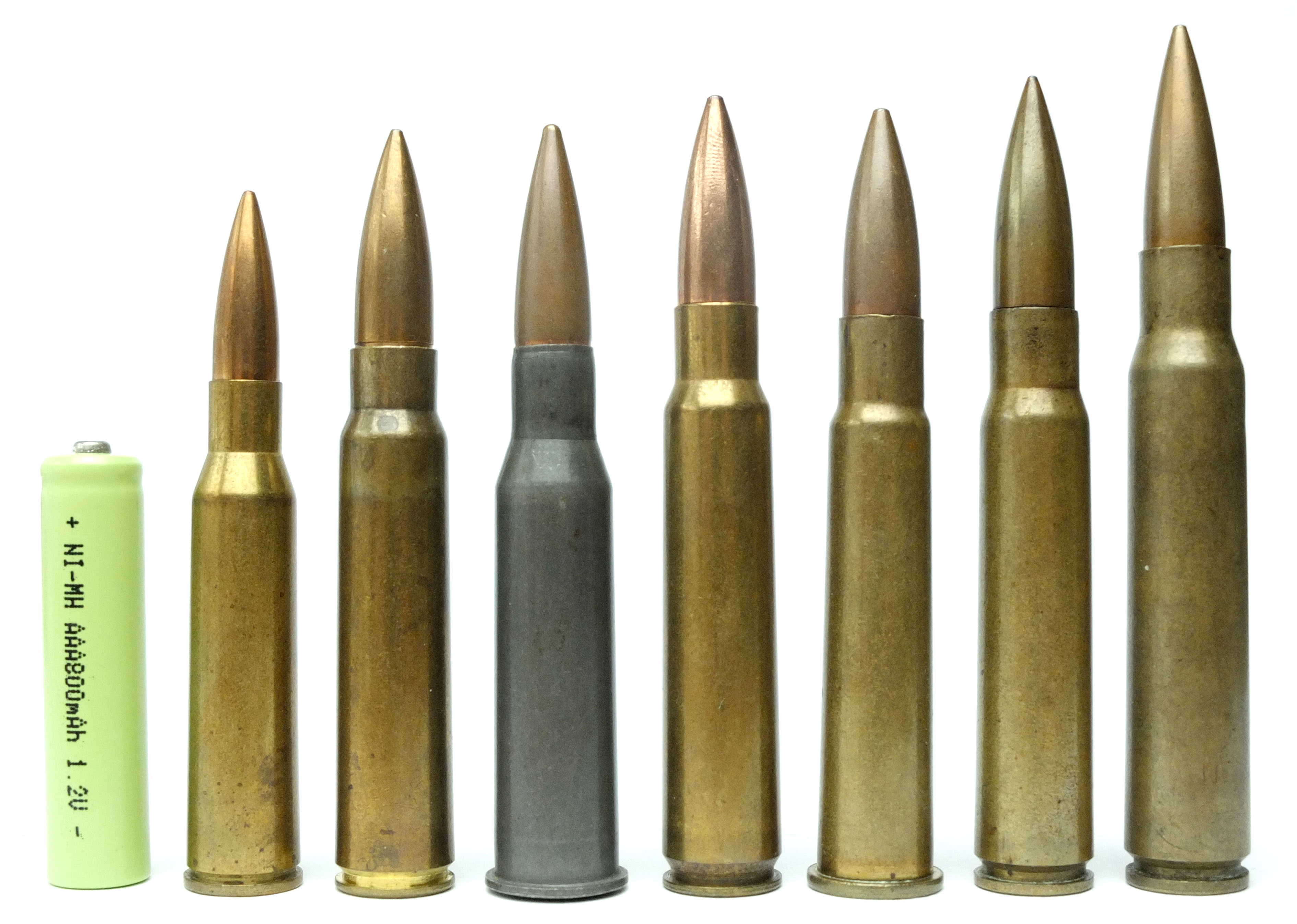
二次大戰時全要參戰國用步槍子彈，由左至右分別是：
6.5×50mm有坂子彈（日本）、7.65x53mm子彈（阿根廷/比利時）、7.62x54mmR子彈（蘇聯）、7.7x58mm有坂子彈（日本）、.303子彈（英國）、7.92x57mm毛瑟子彈（德國/中國）、.30-06子彈（美國）

## 使用國家
- 德意志帝國
- 魏瑪共和國
- 納粹德國
- 东德
- 西德
- 德国
- 捷克斯洛伐克
- 波蘭
- 英国
- 西班牙
- 南斯拉夫
- 奥斯曼帝国
- 土耳其
- 大清
- 中華民國
- 中华人民共和国
- 大韓帝國
- 日本 (擄獲自國軍)
- 伊朗
- 埃及
- 希腊王国

## 外部連結
- 8mm毛瑟彈（7.92×57毫米）